# Strada statale 69 di Val d’Arno
Die Strada Statale 69 (SS 69) ist eine italienische Staatsstraße, die 1928 zwischen der SS 67 bei Pontassieve und Arezzo festgelegt wurde. Sie geht zurück auf ein Teilabschnitt der 1923 festgelegten Strada nazionale 58. Wegen ihrer Führung durch das Arnotal erhielt die SS 69 den namentlichen Titel "di Val d’Arno". Ihre Länge betrug 66 Kilometer. 2001 wurde sie zur Regionalstraße abgestuft.